# Linda Kepp
Linda Kepp po mężu Ojastu (ur. 29 lutego 1936 w Tartu, zm. 26 września 2006 tamże) – estońska lekkoatletka startująca w barwach Związku Radzieckiego, sprinterka, mistrzyni Europy z 1958.
Zwyciężyła w sztafecie 4 × 100 metrów na mistrzostwach Europy w 1958 w Sztokholmie (radziecka sztafeta biegła w składzie: Wira Krepkina, Kepp, Nonna Polakowa i Walentina Masłowska). Kepp wystąpiła również w indywidualnym biegu na 200 metrów, w którym odpadła w półfinale.